# Reggane
Reggane je okresní město v Alžírsku, patří k provincii Adrar. Je saharskou oázou v pouštní oblasti Tanezrouft ležící 135 km jihovýchodně od Adraru a žije v něm okolo dvaceti tisíc obyvatel, většinu z nich tvoří Berbeři. Město má vlastní letiště a nemocnici, leží na významné křižovatce silnic N6 vedoucí přes poušť Tanezrouft na jih do Tessalitu a N52 na východ do In Salahu. V okolí byla nalezena ložiska ropy, zahájení těžby se plánuje v roce 2016. Panuje zde aridní podnebí, letní teploty překračují 40 °C ve stínu a zimní klesají pod 10 °C, za rok spadne pouze okolo 10 mm srážek.
Obec (baladíja) Reggane se skládá z následujících částí: Tinoulef, Anzeghlouf, Aït El Messaoud, Enefis, Tamadanine, Taababt, Tinoufel, Djedida, Zaouit, Reggani, Taourirt a Azrafil.
V době francouzské nadvlády nad Alžírskem byla jižně od města zřízena jaderná střelnice Centre Saharien d'Expérimentations Militaires (CSEM), kde 13. února 1960 proběhl pod vedením generála Pierre Marie Galloise výbuch první francouzské atomové bomby Gerboise Bleue (Modrý tarbík). Do dubna 1961 došlo k dalším třem testům, v důsledku Évianské dohody si Francouzi základnu podrželi až do roku 1967. V důsledku zamoření oblasti radioaktivitou se mezi místním obyvatelstvem údajně vyskytuje v nadprůměrném množství rakovina a neplodnost, nebyly však oficiálně publikovány žádné klinické studie.